# Droga wojewódzka nr 413
Droga wojewódzka nr 413 (DW413) – droga wojewódzka o długości 5 km, leżąca na obszarze województwa opolskiego. Trasa ta łączy Ligote Prószkowską z drogą wojewódzką nr 429. Droga leży na terenie powiatu opolskiego.

## Miejscowości leżące przy trasie DW413
- Ligota Prószkowska
- Jaśkowice